# Shawn Tucker
Pour les articles homonymes, voir Tucker.
Pas d'image ? Cliquez ici
Shawn Tucker est un pilote automobile de stock-car né le 14 octobre 1969 à Fredericton, Nouveau-Brunswick au Canada.
Trois fois champion de la série Maritime Pro Stock Tour en 2004, 2007 et 2010. Fiche de 22 victoires, 84 top 5 et 123 top 10 en 158 départs. Fait remarquable: à la conclusion de la saison 2014, il a pris le départ de toutes les courses de la série depuis sa fondation en 2001. Seulement deux fois il n'a pas remporté de victoire en une saison, en 2010 et 2014, ce qui ne l'a pas empêché d'être sacré champion en 2010.
Il compte aussi sept départs en série PASS North.